# Чо Чонсок
Чо Чонсок (кор. 조정석, нар. 26 грудня 1980, Сеул, Республіка Корея) — південнокорейський актор. Він розпочав свою кар'єру в театрі, та після майже десяти років на сцені, Чо Чонсок дебютував у кіно як комедійний актор у знявшись у касовому фільмі «Архітектура 101».

## Кар'єра

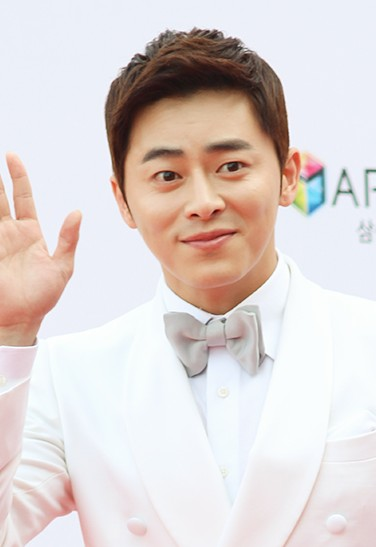
Чо Чонсок у 2013 році

Чо Чонсок завжди хотів бути на сцені. Він був прийнятий до театрального відділу Сеульського інституту мистецтв за студентським кредитом, але після того, як його батько помер у 2000 році, мати Чо стала повністю залежною від нього. Йому було надано звільнення від військової служби через сімейні обставини, і він достроково припинив навчання, щоб почати заробляти гроші граючи у мюзиклах. Він дебютував в мюзиклі «Лускунчик» у 2004 році. Невдовзі Чо став добре відомим у театральному середовищі, зігравши у 25 мюзиклах протягом перших дев'яти років своєї кар'єри включаючи «Орган в моєму серці» (адаптація фільму 1999 року «Гармонія в моїй пам'яті»), «Велична Ча Гим» (адаптація серіалу «Де Ча Гим») та інших.
У 2011 році він зіграв незграбного, але талановитого студента з факультету мистецтв в серіалі «Що таке». 2012 став його проривним роком через головні ролі у двох грандіозних проектах. Він зіграв другорядну роль у «Архітектура 101», який став його дебютом на великому екрані. За роль найкращого друга головного героя Наб Дука, Чо Чонсок отримав нагороду у номінації Кращий новий актор премії Блакитний дракон, а також був номініруваний на інших кінопреміях. Він знову став «викрадачем сцени» зі своєю третьою екранною роллю серйозного солдата Ин Ши Кюна у серіалі «Друге серце короля». Його різноманітність та багатогранність у цих проектах спричинили стрімке зростання популярності, у результаті чого йому запропоновано ролі у близько двадцяти фільмах та телевізійних серіалах, не кажучи про рекламні ролики[джерело?].
Потім він зіграв у комедії «Майже Че», знятій на реальних подіях 1985 року, коли студентські активісти насильно зайняли Культурний центр США в Сеулі та влаштували сутички з поліцією. Після зйомок в історичній драмі «Фізіогноміка» (за що він згодом отримав нагороду у номінації «Найкращий актор другого плану» на премії Великий Дзвін), Чонсок повернувся на телеекрани зі своєю першою головною роллю у сімейній драмі «Ти найкращий!».
Чо з'явився у двох фільмах у 2014 році: у трилері «Фатальна зустріч» в якому він зіграв вбивцю короля Чонджо, та у романтичній комедії «Моя любов, Моя наречена» в якій він і Сін Мін А зіграли молоде подружжя.. У наступному році Чонсок зіграв сильного зіркового шеф-кухаря, який закохується у свою помічницю, яка одержима привидом. Драма «О, мій привид» стала справжнім хітом. Він також зіграв репортера телевізійних новин, який готує ексклюзивний репортаж в фільмі «Ексклюзив: Вибить диявольське татуювання», та у романтичному трилері «Ренегати часу».
У 2016 році Чо зіграв диктора який закохується у ведучу прогноза погоди в романтичній комедії «Навіть не мрій». Серіал мав успіх і підвищив популярність Чо, який потім став одним з найбільш затребуваних акторів у цій галузі. Потім він зіграв у комедійно-драматичному фільмі «Мій надокучливий брат» разом із Пак Сін Хє та До Кьон Су з EXO. Стрічка очолила рейтинг касових фільмів, а Чо Чонсок отримав позитивні відгуки за свій комедійний талант та чудову «хімію» із своїм екранним братом До Кьон Су.
У 2017 році Чо зіграв роль в гангстерському трилері «Король наркотиків», режисера У Мін Хо. У тому ж році він повернувся на телебачення з роллю в фантастично-комедійній драмі MBC «Два копа». У 2018 році зіграв роль у бойовику «Дорожно-патрульний загін», а також у гостросюжетному фільмі «Вихід».

## Особисте життя
Чо Чонсок зустрічався зі співачкою Гаммі з 2013 року. У червні 2018 року, актор на своєму сайті оголосив що восени одружується на Гаммі, весілля відбулося на початку жовтня 2018 року.

## Фільмографія

### Фільми
| Рік  | Назва                                      | Роль                      |
| ---- | ------------------------------------------ | ------------------------- |
| 2012 | «Архітектура 101»                          | Наб Дук                   |
| 2012 | «Майже Че»                                 | Хван Йон Мін / Кан Мун Мо |
| 2013 | «Фізіогноміка»                             | Пан Хьон                  |
| 2014 | «Фатальна зустріч»                         | Саль Су                   |
| 2014 | «Моя любов, Моя наречена»                  | Йон Мін                   |
| 2015 | «Ексклюзив: Вибить диявольське татуювання» | Хьо Му Хьок               |
| 2016 | «Ренегати часу»                            | Чі Хван                   |
| 2016 | «Мій надокучливий брат»                    | Ко Ду Сік                 |
| 2018 | «Король наркотиків»                        | Кім Ін Гу                 |
| 2019 | «Дорожно-патрульний загін»                 | Чон Че Чхоль              |
| 2019 | «Вихід»                                    | Йон Нам                   |

### Телесеріали
| Рік       | Назва                   | Роль                        | Канал |
| --------- | ----------------------- | --------------------------- | ----- |
| 2011      | «Що таке»               | Кім Бьон Гон                | MBN   |
| 2012      | «Друге серце короля»    | Ин Ши Кьон                  | MBC   |
| 2013      | «Ти найкращий!»         | Шин Чун Хо                  | KBS2  |
| 2015      | «О, мій привид»         | Кан Сон Ву                  | tvN   |
| 2016      | «Навіть не мрій»        | Лі Хва Шин                  | SBS   |
| 2016      | «Легенда про синє море» | Ю Джон Хун (камео)          | SBS   |
| 2017-2018 | «Два копа»              | Ча Дон Так / Кон Су Чхан    | MBC   |
| 2018      | «Знайома дружина»       | Кан Сон У (камео, 15 серія) | tvN   |
| 2019      | «Квітка Нокду»          | Пек Ї Кан                   | SBS   |

### Шоу
| Рік  | Назва                    | Мережа | Нотатки           | Примітки |
| ---- | ------------------------ | ------ | ----------------- | -------- |
| 2016 | «Юність краще ніж квіти» | tvN    | Постійний учасник | [ 14 ]   |

## Театр
| Рік       | Назва                          | Роль                    |
| --------- | ------------------------------ | ----------------------- |
| 2004      | «Лускунчик»                    |                         |
| 2005      | Nunsense A-Men»                | сестра Мері-Лео         |
| 2005-2006 | Грейс                          | Роджер                  |
| 2006      | «Королівство вітрів»           | Хо Дон                  |
| 2006      | «Ле Пассе Мурелле»             | газетяр                 |
| 2006      | «Ти гарна людина, Чарлі Браун» | Чарлі Браун             |
| 2006-2007 | «Hedwig and the Angry Inch»    |                         |
| 2007      | «Всі тряслися»                 | Чад                     |
| 2007      | «Перше кохання»                | Хе Су                   |
| 2007      | Pump Boys and Dinettes         | Джим                    |
| 2007-2008 | «Ле Пассе Мурелле»             | газетяр                 |
| 2008      | «Зловіщі мерці»                | Еш                      |
| 2008      | «Орган в моєму серці»          | Кан Дон Су              |
| 2008      | «Велична Ча Гим»               | Чо Кван Чо              |
| 2008      | Hedwig and the Angry Inch      | Хедвіг                  |
| 2009      | «Острів»                       | Джон                    |
| 2009-2010 | «Весняне пробудження»          | Моріц                   |
| 2010-2011 | «Справжній захід»              | Остін                   |
| 2011      | «Hedwig and the Angry Inch»    | Хедвіг                  |
| 2011      | «Монологи вагіни»              |                         |
| 2012      | «Культурне шоу Хольранджек»    |                         |
| 2014      | «Кровні брати»                 | Міккі                   |
| 2016      | «Hedwig and the Angry Inch»    | Хедвіг                  |
| 2018      | «Амадей»                       | Вольфганг Амадей Моцарт |

## Дискографія
| Рік  | Назва пісні | З альбому                      |
| ---- | --- | ------------------------------ |
| 2006 | «Sugar Daddy» « Angry Inch „ | Hedwig and the Angry Inch      |
| 2007 | “첫사랑» «멋진 키스» «아버지 가 좋아요» «너의 바다 는» «하지만 나는 안가» «해수 의 바다» «아직 직지 않았어» «사랑해 언제 지지나»                                             | First Love                     |
|      | «내 마음 의 풍금» «나의 사랑 수정 (Love Thema)» «에서 이유» «나비 의 꿈» «아가씨» «봄 이다 그치» «커피 향» «응급 처치» «소풍» «때려쳐» «왜» «홍연 이 안 왔어요» «Springtime» | Organ in My Heart              |
| 2011 | «Tear Me Down» «Wig in a Box» | Hedwig and the Angry Inch      |
| 2012 | «푸른 푸른 소매» | «Майже Че» OST                 |
| 2012 | «Might Gonna» «이루어진다» «With You» | «Що таке» Японське видання OST |
| 2013 | «완전 사랑 해요 (I Completely Love You)» | «Ти найкращий!» OST            |
| 2015 | «Gimme a Chocolate» | Gimme a Chocolate сингл        |
| 2016 | «Don't Worry» | «Мій надокучливий брат» OST    |

## Нагороди
| Рік  | Нагорода                                               | Категорія                                                         | Номінована робота                      | Результат | Посилання |
| ---- | ------------------------------------------------------ | ----------------------------------------------------------------- | -------------------------------------- | --------- | --------- |
| 2008 | 14-я Корейська музична премія                          | Кращий новий актор                                                | «Орган в моєму серці»                  | Перемога  | [ 15 ]    |
| 2009 | 15-а Корейська музична премія                          | Найкращий актор дугого плану                                      | «Весняне пробудження»                  | Перемога  | [ 16 ]    |
| 2009 | 3-тя Музична премія                                    | Кращий актор                                                      | «Велична Ча Гим»                       | Номінація |           |
| 2010 | 4-а Музична премія                                     | Найкращий актор другого плану                                     | «Весняне пробудження»                  | Перемога  |           |
| 2012 | 6-та Премія вибір Mnet 20's                            | Популярний актор                                                  | «Архітектура 101» «Друге серце короля» | Перемога  | [ 17 ]    |
| 2012 | 21-тя Кінопремія Buil                                  | Кращий актор другого плану                                        | «Архітектура 101»                      | Номінація |           |
| 2012 | 21-тя Кінопремія Buil                                  | Кращий новий актор                                                | «Архітектура 101»                      | Номінація |           |
| 2012 | 49-та Кінопремія Великий дзвін                         | Найкращий актор другого плану                                     | «Архітектура 101»                      | Номінація |           |
| 2012 | 49-та Кінопремія Великий дзвін                         | Кращий новий актор                                                | «Архітектура 101»                      | Номінація |           |
| 2012 | 5-та Премія Корейської драми                           | Кращий новий актор                                                | «Друге серце короля»                   | Номінація |           |
| 2012 | 5-та Премія Іконга стилю                               | Нова ікона                                                        | Н/Д                                    | Перемога  | [ 18 ]    |
| 2012 | 33-тя Кінопремія Блакитний дракон                      | Кращий новий актор                                                | «Архітектура 101»                      | Перемога  |           |
| 2012 | 20-та Премія Корейської культури та розваг             | Кращий новий актор                                                | «Архітектура 101»                      | Перемога  | [ 19 ]    |
| 2012 | Премія MBC драма                                       | Кращий новий актор                                                | «Друге серце короля»                   | Номінація |           |
| 2012 | Премія MBC драма                                       | Краща пара (разом з Лі Юн Чжі)                                    | «Друге серце короля»                   | Номінація |           |
| 2013 | 4-та Кінопремія KOFRA                                  | Кращий новий актор                                                | «Архітектура 101»                      | Перемога  | [ 20 ]    |
| 2013 | 49-та Премія Пексан                                    | Кращий новий актор                                                | «Друге серце короля»                   | Номінація | [ 21 ]    |
| 2013 | 50-та Кінопремія Великий дзвін                         | Кращий актор другого плану                                        | «Фізіогноміка»                         | Перемога  | [ 22 ]    |
| 2013 | 33-тя Премія Корейської асоціації кінокритиків         | Кращий актор другого плану                                        | «Фізіогноміка»                         | Перемога  | [ 23 ]    |
| 2013 | 34-та Кінопремія Блакитний дракон                      | Кращий актор другого плану                                        | «Фізіогноміка»                         | Номінація |           |
| 2013 | 13й Корейський міжнародний юнацький кінофестиваль      | Кращий новий актор                                                | «Фізіогноміка»                         | Перемога  |           |
| 2013 | 27-ма Премія KBS драма                                 | Нагорода за майстерність (актор телесеріалу)                      | «Ти найкращий!»                        | Перемога  | [ 24 ]    |
| 2013 | 27-ма Премія KBS драма                                 | Краща пара (разом з IU)                                           | «Ти найкращий!»                        | Перемога  | [ 24 ]    |
| 2014 | 9-та Премія Max Movie                                  | Кращий актор другого плану                                        | «Фізіогноміка»                         | Номінація |           |
| 2014 | 14-й Корейський міжнародний юнацький кінофестиваль     | Нагорода за популярність                                          | «Моя любов, Моя наречена»              | Перемога  |           |
| 2015 | 8-ма Премія Корейської драми                           | Нагорода за майстерність (актор)                                  | «О, мій привид»                        | Номінація |           |
| 2015 | 52-га Кінопремія Великий дзвін                         | Нагорода за популярність                                          | Н/Д                                    | Номінація |           |
| 2015 | 4-та Зіркова премія APAN                               | Нагорода за майстерність (актор мінісеріалу)                      | «О, мій привид»                        | Номінація |           |
| 2016 | 1-ша Премія десятка tvN                                | Король романтичної комедії                                        | «О, мій привид»                        | Номінація |           |
| 2016 | 1-ша Премія десятка tvN                                | Топ зірка                                                         | «О, мій привид»                        | Перемога  |           |
| 2016 | 1-ша Премія десятка tvN                                | Кращий поцілунок (з Пак Бо Йон)                                   | «О, мій привид»                        | Номінація |           |
| 2016 | 7-ма Премія Популярної корейської культури та мистецтв | Премія від міністра культури                                      | Н/Д                                    | Перемога  | [ 25 ]    |
| 2016 | 1-ша Азійська мистецька премія                         | Кращий артист (категорія актор)                                   | «Навіть не мрій»                       | Номінація |           |
| 2016 | Премія Корейської асоціації кіноакторів                | Топ зірка Кореї                                                   | Н/Д                                    | Перемога  | [ 26 ]    |
| 2016 | 24-та Премія SBS драма                                 | Головний приз (Daesang)                                           | «Навіть не мрій»                       | Номінація |           |
| 2016 | 24-та Премія SBS драма                                 | Нагорода за майстерність (актор у комедійно-драматичних серіалах) | «Навіть не мрій»                       | Перемога  |           |
| 2016 | 24-та Премія SBS драма                                 | Краща пара (разом з Кон Хьо Джін)                                 | «Навіть не мрій»                       | Номінація |           |
| 2016 | 24-та Премія SBS драма                                 | Топ-10 зірок                                                      | «Навіть не мрій»                       | Перемога  |           |
| 2016 | 24-та Премія SBS драма                                 | Зірка корейської хвилі                                            | «Навіть не мрій»                       | Номінація |           |
| 2017 | 53-тя Премія Пексан                                    | Кращий актор телебачення                                          | «Навіть не мрій»                       | Номінація |           |
| 2017 | 44-та Премія MBC драма                                 | Нагорода за майстерність (актор драмах понеділка та вівторка)     | «Два копа»                             | Перемога  | [ 27 ]    |
| 2017 | 44-та Премія MBC драма                                 | Нагорода за популярність, актор                                   | «Два копа»                             | Номінація | [ 27 ]    |